# 楽秀路駅
座標: 北緯31度16分2.24秒 東経121度18分34.74秒 / 北緯31.2672889度 東経121.3096500度
楽秀路駅（らくしゅうろえき）は、中華人民共和国上海市嘉定区江橋鎮、曹安公路と楽秀路の交差点にある、上海軌道交通14号線の駅である。計画時の仮称は「金園五路」であった。将来的には嘉閔線が当駅付近を通過し、乗り換えができる予定である。

## 駅構造
島式ホーム1面2線の地下駅で、出口は2箇所ある。

## 駅出口
- 1号出口 - 曹安公路、楽秀路
- 4号出口 - 曹安公路、楽秀路

## 隣の駅
上海地下鉄
 14号線
封浜駅 - 楽秀路駅 - 臨洮路駅